# На межі (фільм, 2017)
«На межі» (нім. Aus dem Nichts) — німецький фільм-драма 2017 року, поставлений режисером Фатіхом Акіном. Стрічка брала участь в основній конкурсній програмі 70-го Каннського міжнародного кінофестивалю (2017) у змаганні за Золоту пальмову гілку. Також вона була вибрана у Німеччині на премію «Оскар» 2018 року в категорії «найкращий фільм іноземною мовою» .

## Сюжет
Життя Каті (Діане Крюгер) воднораз змінюється назавжди: від бомби під час теракту загинули її чоловік і син. Досить швидко поліція затримує підозрюваних — молоду пару з неонацистським минулим, оскільки атака мала расистський мотив. Зрозумівши, що справа не закінчиться заслуженою відплатою, головна героїня бере справу у свої руки. 

## У ролях
| • Діане Крюгер       | … | Катя          |
| • Нуман Акар         | … | Нурі          |
| • Ульріх Тукур       | … | Юрген Мьоллер |
| • Ульріх Брандгофф   | … | Андре Мьоллер |
| • Джессіка Макінтайр | … | Стеффі        |
| • Сіїр Елоглу        | … | фрау Себнем   |

## Знімальна група
- Автор сценарію — Фатіх Акін
- Режисер-постановник — Фатіх Акін
- Продюсери — Фатіх Акін, Меліта Тоскан дю Плантьє, Марі-Жанна Паскаль
- Оператор — Райнер Клаусманн
- Монтаж — Ендрю Берд
- Художник-постановник — Тамо Кунц
- Художник з костюмів — Катрін Ашендорф

## Нагороди та номінації
| Список нагород та номінацій         | Список нагород та номінацій | Список нагород та номінацій     | Список нагород та номінацій | Список нагород та номінацій | Список нагород та номінацій |
| Кінопремія                          | Дата церемонії              | Категорія                       | Номінант(и)                 | Результат                   | Дж                          |
| ----------------------------------- | --------------------------- | ------------------------------- | --------------------------- | --------------------------- | --------------------------- |
| Каннський міжнародний кінофестиваль | 28.05.2017                  | Золота пальмова гілка           | На межі                     | Номінація                   | [ 2 ]                       |
| Каннський міжнародний кінофестиваль | 28.05.2017                  | Найкраща акторка                | Діане Крюгер                | Перемога                    | [ 6 ] [ 7 ]                 |
| Премія «Золотий глобус»             | 7.01.2018                   | Найкращий фільм іноземною мовою | На межі                     | Перемога                    | [ 8 ] [ 9 ] [ 10 ]          |
| Кінопремія «Вибір критиків»         | 11.01.2018                  | Найкращий фільм іноземною мовою | На межі                     | Перемога                    | [ 11 ]                      |
| Німецька кінопремія                 | 27.04.2018                  | Премія «Срібна Лола»            | На межі                     | Перемога                    | [ 12 ]                      |
| Німецька кінопремія                 | 27.04.2018                  | Найкращий сценарій              | Фатіх Акін, Гарк Бом        | Перемога                    | [ 12 ]                      |
| Премія Європейської кіноакадемії    | 15.12.2018                  | Приз глядацьких симпатій        | На межі                     | Номінація                   |                             |